# Ван дер Велде, Петер
Петер ван дер Велде (нидерл. Peter van der Velde; род.27 марта 1967 года в Лейдене, провинция Южная Голландия) — нидерландский конькобежец, выступавший в шорт-треке. Участвовал в Зимних Олимпийских играх 1988 года. 4-кратный чемпион мира, в том числе абсолютный в 1988 году.

## Биография
Петер ван дер Велде начал заниматься шорт-треком в 1982 году, в Лейдене, после того, как его убедил тренер по конькобежному спорту Вим ден Элсен. На международном уровне он начал выступать в 1985 году, а в уже в 1986 на чемпионате мира в Шамони выиграл в команде эстафету на 5000 метров.
В следующем году была одержана ещё одна победа в эстафете на чемпионате мира в Монреале. В 1988 году на мировом первенстве в Сент-Луисе Велде выиграл свою золотую медаль в многоборье и серебряную в эстафете. На Зимних Олимпийских играх в Калгари, где шорт-трек был демонстрационным видом спорта, Велде участвовал на всех дистанциях, но был далеко от призовых мест. Но в эстафете Нидерланды, как и Италия были фаворитами. Первые выиграли Кубок Европы в январе с мировым рекордом 7:22,12 сек. вторые выиграли на чемпионате мира в Сент-Луисе. В Калгари Нидерланды оказались сильнее Италии и получили свои золотые неофициальные медали. В 1989 году, в возрасте 22 лет Велде ушёл из спорта, чтобы осуществить свою детскую мечту, стал водителем грузового автомобиля.